# Бирама
Бирама (рос. Бырама) — село у Мегіно-Кангалаському улусі Республіки Сахи Російської Федерації.
Населення становить 290 осіб. Належить до муніципального утворення Холгумінський наслег.

## Географія

### Клімат
| Клімат Бирами             | Клімат Бирами | Клімат Бирами | Клімат Бирами | Клімат Бирами | Клімат Бирами | Клімат Бирами | Клімат Бирами | Клімат Бирами | Клімат Бирами | Клімат Бирами | Клімат Бирами | Клімат Бирами | Клімат Бирами |
| Показник                  | Січ.          | Лют.          | Бер.          | Квіт.         | Трав.         | Черв.         | Лип.          | Серп.         | Вер.          | Жовт.         | Лист.         | Груд.         | Рік           |
| Середній максимум, °C     | −37,7         | −29,9         | −13,7         | 0,6           | 12,5          | 22,1          | 25,1          | 21,2          | 11,3          | −4,2          | −24,8         | −35,7         | −4            |
| Середня температура, °C   | −41,6         | −35,8         | −22           | −6,6          | 6,2           | 15,1          | 18,2          | 14,6          | 5,7           | −8,8          | −29,4         | −39,6         | −10           |
| Середній мінімум, °C      | −45,5         | −41,7         | −30,3         | −13,8         | 0,0           | 8,1           | 11,4          | 8,0           | 0,1           | −13,4         | −34           | −43,4         | −16           |
| Норма опадів, мм          | 11            | 8             | 7             | 11            | 24            | 44            | 48            | 47            | 34            | 23            | 17            | 13            | 287           |
| ------------------------- | ------------- | ------------- | ------------- | ------------- | ------------- | ------------- | ------------- | ------------- | ------------- | ------------- | ------------- | ------------- | ------------- |
| Джерело: climate-data.org |               |               |               |               |               |               |               |               |               |               |               |               |               |

## Історія
Згідно із законом від 30 листопада 2004 року органом місцевого самоврядування є Холгумінський наслег.

## Населення
| 2002 | 2010 | 2012 | 2013 | 2014 | 2015 | 2016 |
| ---- | ---- | ---- | ---- | ---- | ---- | ---- |
| 347  | ↘294 | ↘293 | ↘288 | ↘286 | ↗298 | ↗301 |
| 2017 | 2018 |      |      |      |      |      |
| ↗303 | ↘290 |      |      |      |      |      |